# Kražiai
Kražiai (ryska: Кражяй) är en ort i Litauen. Den ligger i den centrala delen av landet, 190 km nordväst om huvudstaden Vilnius. Kražiai ligger 142 meter över havet och antalet invånare är 603.
Terrängen runt Kražiai är platt. Runt Kražiai är det ganska glesbefolkat, med 24 invånare per kvadratkilometer. Närmaste större samhälle är Kelmė, 15,7 km öster om Kražiai. Trakten runt Kražiai består till största delen av jordbruksmark.